# Joan Bernet i Sala
Joan Bernet i Sala (Barcelona, 10 de desembre de 1902 – 15 de juliol de 1990) fou un compositor i violinista català. És reconegut principalment per les seves obres corals i sardanes.

## Biografia
Nasqué a Barcelona el 10 de desembre de 1902. Estudià a l'Escola Municipal de Música de Barcelona, cursant els estudis de composició amb Enric Morera i estudis de violí amb Manuel Viscasillas. Gràcies al premi Maria Barrientos de composició que se li atorgà l'any 1919, va poder completar la seva formació a París. En tornar de París, exercí com a professor a la mateixa escola.

## Obra
Dins de la seva obra destaca la seva preferència per a obres corals. També és autor d'algunes peces de música de cambra com Petita suite per a quintet de corda, que fou estrenada després del seu retorn de París, i Tres danses gitanes, que són fragments d'un ballet inacabat compost el 1931 i estrenat a Palma. Fou un dels 46 compositors afiliats a la Lliga Sardanista de Catalunya.
El 1954, en un concert popular dirigit per Eduard Toldrà, les seves obres foren tocades per l'Orquestra Municipal de Barcelona. La intencionalitat coreogràfica en les seves obres queda plasmada en la preponderància rítmica i en la unitat temàtica.
Música de cambra:
- Choral – canon per a quartet de corda
- Fuga a quatre veus per quartet de corda
- Petita Suite: per a orquestra de corda
- Preludi a tres veus per a violí, viola i cello
- Sonata en re major: per a violí i piano
- Sonata en mi menor: per a violí i piano
- El venedor de babutxes: cançó

Orquesta:
- Tres danses gitanes
- Els estels: poema simfònic per a gran orquestra / musicat sobre una narració d’Alfons Daudet
- Tres sardanes orquestrades: Romàntica, Marinera, Rossellonesa

Instruments sols:
- Arietta per a piano
- Danse gitane: pour piano
- 2 preludis a dos veus: per a piano
- Suite per a arpa
- Tres preludis a dos veus (per a piano)

Sardanes:
- Raimat
- Rossellonesa
- Romàntica
- Marinera
- El Castell de Toroella
- La ginesta

Cor:
- Amor de patria: per a coro [sic] d’homes
- La ginesta: sardana per a veus mixtes
- Les minves del gener: sardana per a chor [sic] a veus mixtes
- Plany
- Quatre cançons populars armonitzades [sic] per a veus mixtes
- La viudeta: cançó popular